# Tafalla
Tafalla es un municipio y ciudad de España, en Navarra, en la Merindad de Olite y comarca homónima de la cual es el centro comercial y económico, y a 34,5 km al sur de la capital de la comunidad, Pamplona. Es la cabeza del partido judicial homónimo. Cuenta con una población de 10 778 habitantes (INE 2024).

## Toponimia
Durante la dominación romana su denominación pudo ser Tubala aunque de varias hipótesis sobre el verdadero origen de su nombre, es muy probable que sea de origen árabe (Al-Tafaylla) que quiere decir ‘donde empiezan los cultivos’.[cita requerida]
Para José María Jimeno Jurío el nombre guarda relación con nombres como atahulla, atafulla de Andalucía, Murcia y Valencia y con los nombres de lugar Altafulla (Tarragona), Las Tahullas (Arboleas, Almería); Tahull (Lérida); Taballes (San Emeterio, Asturias); Tarfaya (cerca de El Aaiún). Para todos estos nombres Joan Coromines propone la etimología tahwila (que un autor del siglo XIII traduce como ager 'campo cultivado') y tahwîl ('traslación, mutación, cambio'). Al habitante de Tafalla se le denomina tafallés o tafallesa, aplicables al masculino y femenino respectivamente, y en lenguaje coloquial tafallica.[cita requerida]
Inicialmente adscrita a la zona no vascófona por la Ley Foral 18/1986, en junio de 2017 el Parlamento navarro aprobó el paso de Tafalla a la Zona mixta de Navarra mediante la Ley foral 9/2017.

## Símbolos

### Bandera
La bandera de Tafalla está formada por un paño rectangular de proporción 2/3 de color blanco con una cruz de borgoña roja y el escudo de la ciudad en el centro en sus esmaltes.

### Escudo
El escudo de la ciudad de Tafalla tiene el siguiente blasón:

Sobre fondo de azur un castillo de oro con un guerrero con lanza en la puerta, bordura de gules y orla con cadenas de oro. Al timbre corona real abierta.

El escudo está inspirado en su antiguo sello céreo, cuyo troquel se conserva en el archivo municipal.

## Geografía
La ciudad de Tafalla está situada en la zona media de Navarra. Es una zona de transición entre de lo meridional mediterráneo y lo septentrional atlántico. El antiguo Saltus Vasconum (época romana) boscoso se abre al Ager Vasconum por la puerta del Congosto. Su núcleo urbano se levanta en el cruce de dos rutas importantes: el eje norte-sur, que une Pirineos-Pamplona con Tudela y el eje este-oeste, que une Sangüesa con Estella.
Se integra en la comarca de Tafalla, de la que ejerce de capital, y se sitúa a 38 kilómetros de Pamplona. El término municipal está atravesado por la autopista de Navarra (AP-15), por la carretera nacional N-121 (Pamplona-Tudela), por la carretera autonómica NA-132, que permite la comunicación con Estella y Sangüesa, y por carreteras locales que se dirigen hacia Artajona, Miranda de Arga y Olite.
Su término municipal limita: al noroeste con Artajona, al noreste con Pueyo y el municipio de Leoz, al este con San Martín de Unx, al sudeste con Olite, al sur con Falces, al sudoeste con Miranda de Arga y al oeste con Berbinzana y Larraga.
| Noroeste: Artajona          | Norte: Pueyo        | Nordeste: Pueyo y Leoz  |
| Oeste: Berbinzana y Larraga |                     | Este: San Martín de Unx |
| Suroeste: Miranda de Arga   | Sur: Falces y Olite | Sureste: Olite          |

### Relieve e hidrografía
El geógrafo Salvador Mensua Fernández define el Piedemonte tafallés como una antesala de las tierras bajas del Ebro. Es una zona llana formada por aluviones por donde discurre el curso bajo del río Zidacos, que constituye una prolongación septentrional de la Ribera de Navarra y su frente de contacto con la montaña navarra.
El norte del término municipal presenta un escaso relieve, con cotas inferiores a los 660 m. La depresión del río Zidacos interrumpe un conjunto de elevaciones montañosas, formadas por areniscas y rocas sedimentarias detríticas. El monte Plano está formado por una extensa meseta de aluvión y en el culminan las terrazas fluviales del río Zidacos.
La parte más occidental está formado por los tres grandes espacios comunales, El Saso, Candaraiz y La Sarda, con una altitud que no rebasa los 400 m, ocupando casi un tercio del municipio. En esta zona hay algunos pequeños cerros formados por margas muy erosionados. En la parte oriental que limita con Leoz y San Martín de Unx asoman las primeras estribaciones de la sierra Gerinda.
La red hidrográfica la forma el río Zidacos, afluente del río Aragón el cual forma una cuenca que ocupa un tercio del municipio, donde abundan los manantiales. Algunos de esos manantiales han formado barrancos como los del Monte, Valdetina y Valgorra. Los dos tercios restantes del municipio conforman la cuenca o vertiente del río Arga. En esta zona escasean las fuentes y recursos hídricos, lo cual ha hecho necesario la creación de balsas para la agricultura y ganadería.
La altitud oscila entre los 657 m al este (Alto de la Carravieja) y los 350 m al suroeste, a la orilla de un barranco. La ciudad se alza a 438 m sobre el nivel del mar.

### Flora y fauna
La vegetación de la zona es de transición entre la región atlántica propia del norte de Navarra y la mediterránea del sur.
En el monte Plano aún sobrevive parte de un bosque autóctono, formado por carrascas del monte Plano junto con algún quejigo. Las zonas más pendientes, en las que se ha abandonado el uso agrícola y ganadero, están pobladas de arbustos de coscojas, enebros, ollagas y carrascas.
También hay zonas de matorral de tipo mediterráneo, y entre otras especies pueden encontrarse romero, salvia, espliego, tomillo, ontina e hilaga. La vegetación de determinadas zonas es característica del suelo donde se encuentra, como vegetación gipsófila en zonas donde abunda el yeso, el tamariz o la sosa, en las zonas de suelos salinos o el esparto en las tierras arcillosas. En zonas como Beracha, La Sarda, Carravieja o Valmediano, existen bosques de repoblación formados por pino carrasco y alepo.

### Clima
El clima de Tafalla es considerado mediterráneo continental. La precipitación media anual es de 526 mm y la temperatura media anual es de 13,4 °C. Durante el verano, la temperatura media de las máximas roza los 30 °C,y en invierno, la temperatura media de las mínimas los 0,4 °C. Los vientos dominantes son el cierzo, viento frío del norte y el bochorno, cálido del sur.

## Historia

### Prehistoria
Un estudio llevado a cabo en 1998 ha demostrado la presencia humana en el municipio durante el Calcolítico (Eneolítico), hace aproximadamente entre 4500 y 3700 años. Estos asentamiento debieron ser temporales. Hasta la Edad del Hierro (900-300 a. C.) no se hallan restos de asentamientos estables en la zona. De los ocho asentamientos que debieron tener lugar en la zona destaca el de Valmediano, que debió ser un auténtico poblado fortificado o el de Romerales, en el que se revela una continuidad de asentamiento hasta la época romana.

### Edad Antigua
Para la época romana existe una propuesta, basada en una inscripción perdida, en las coordenadas de Ptolomeo, y en la calzada romana próxima, sobre que su nombre romano pudo ser Curnonion. Aparte de ello, se han detectado unos 15 asentamientos en la zona. Éstos se concentraban en la zonas más llanas próximas al río Cidacos en parajes como: El Busquil, La Pedrera, La Recueja, Los Cascajos y El Escal. En el paraje de La Lobera se encontró una lápida funeraria, donde figuraba el nombre de Thurscando. La lápida se conserva desde entonces en la Casa de Cultura de Tafalla.

### Edad Media
Su nombre en época árabe pudo ser "al-Tafaílla", «lugar del alto», lo que se correspondería bien con su situación, puesto que aquí terminan las llanuras del Ebro y comienza poco a poco la zona montuosa.
La primera mención histórica de Tafalla data del siglo X cuando es nombrada en la Crónica de Arib Ibn Said, que narra una razzia de Abderramán III sobre Tafalla durante una expedición contra el Reino de Pamplona en el año 924. Se la describe como "una de las fortalezas más importantes del enemigo", y es saqueada de sus inmensos recursos.
En el año 1043 tras la victoria del rey García III de Nájera con la ayuda de los tafalleses contra Ramiro I de Aragón y árabes aliados, se concede a los tafalleses el título de Nobles, Leales y Esforzados. La batalla tuvo lugar en el campo de Barranquiel. A raíz de esta victoria se documenta la Romería al Santuario de la Virgen de Ujué.
Sancho Ramírez otorgó a Tafalla sus primeros fueros que fueron posteriormente confirmados por Sancho el Sabio (año 1157) (en el que se la llama al-Taffallia), y Teobaldo II (año 1255). Sancho VII el Fuerte otorga otro fuero a los tafalleses, librándolos de toda pecha y servicio real, mediante censo estipulado.
Carlos III de Navarra concedió el privilegio de celebrar feria en el año 1418 y en 1423 le otorga un asiento en Cortes, entre las buenas villas, y eximiendo a los tafalleses de toda servidumbre, al declararlos Francos. En la guerra civil de Navarra Tafalla estuvo en el bando beamontés, defendiendo los derechos de Carlos, príncipe de Viana, aunque tras la invasión castellano-aragonesa defendió a los reyes legítimos de Navarra frente a los invasores.

### Edad Moderna y Contemporánea
Felipe IV otorgó a Tafalla el título de ciudad con asiento en Cortes en el año 1636.
En 1766 se publica la Historia de la ciudad de Tafalla, escrita por el fraile trinitario Joaquín de la Santísima Trinidad, que edita "un caballero" de la ciudad. Se trata de un volumen en cuarto (20 cm), con 205 páginas, que ha impreso en Pamplona Martín José de Rada.

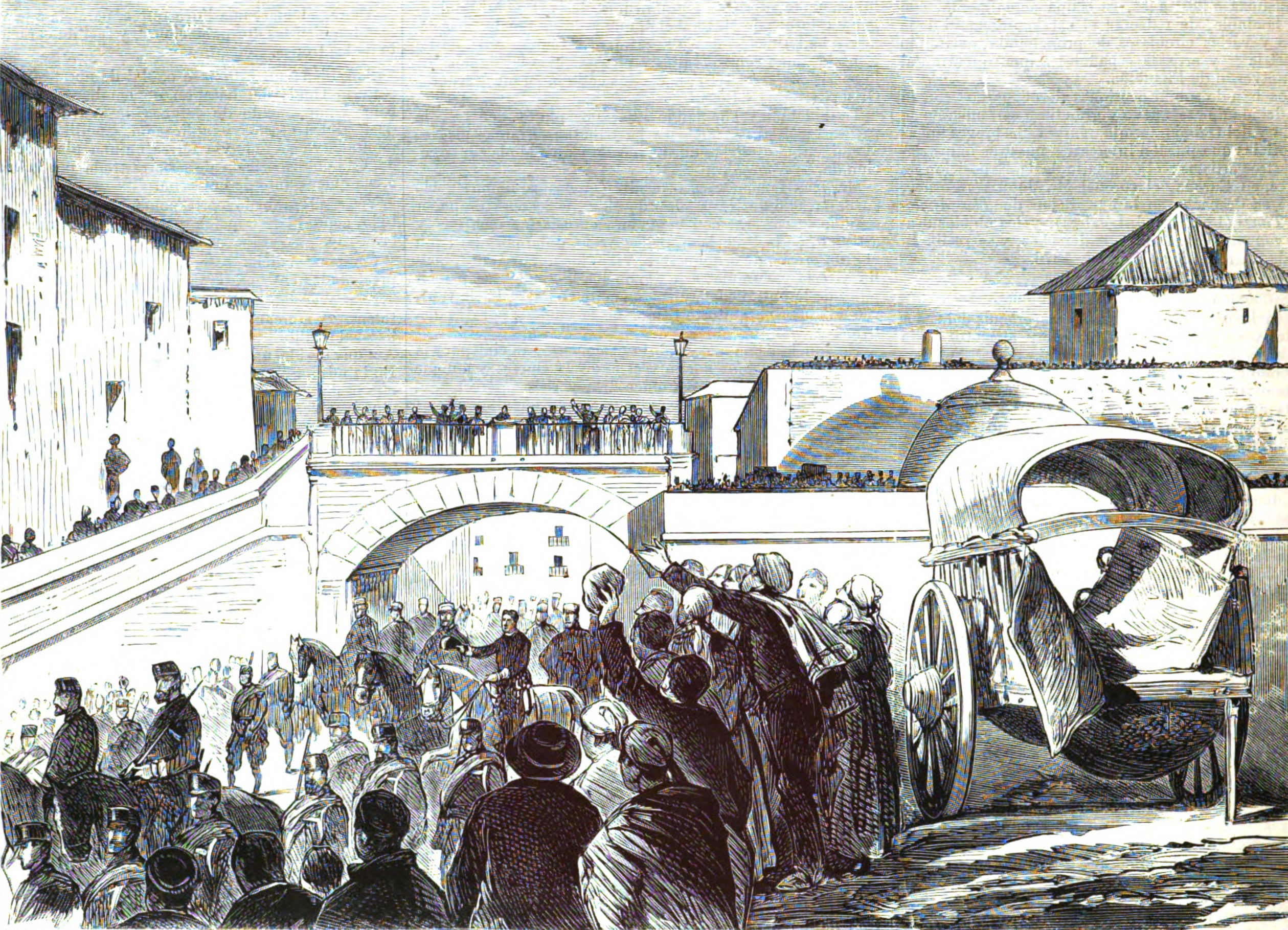
Multitud en Tafalla vitoreando al rey en una visita de este al frente de la tercera guerra carlista (La Ilustración Española y Americana, febrero de 1875)

Durante la Guerra de la Independencia la ciudad fue un lugar estratégico importante por su proximidad a Pamplona y fue ocupada por los franceses en el año 1808, convirtiéndola en cuartel. Cruchaga en 1811 y por último Espoz y Mina en 1811 y 1812 penetraron en la ciudad. En un bombardeo que realizó este último se destruyeron el convento de San Francisco y el castillo-palacio construido en el siglo XV por orden de Carlos III el Noble, como residencia de los reyes navarros. Los restos que quedaron fueron demolidos para edificar la actual plaza de Navarra en el año 1856. Esa misma importancia estratégica también la tuvo Tafalla durante las guerras carlistas.
Tafalla fue declarada cabeza de partido judicial por las Cortes de Navarra en 1836. Tafalla sufrió importantes inundaciones en 1833 en que se rompió la presa del Congosto y en 1886, con importantes pérdidas.

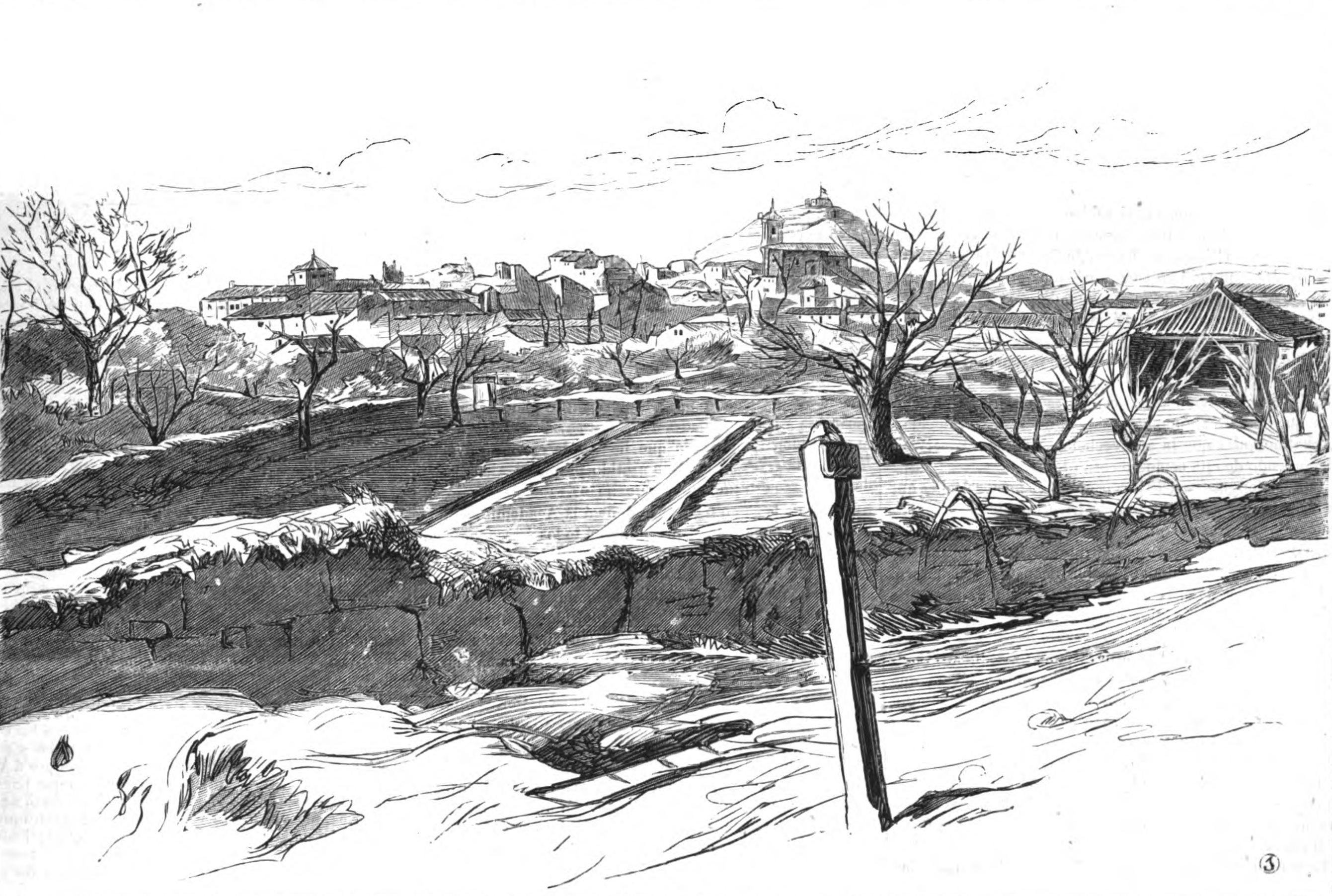
Tafalla en la segunda mitad del

En los dos últimos tercios del siglo se dieron los pasos necesarios para dotar a la ciudad de los servicios urbanos modernos, como la instalación de alumbrado público con faroles de petróleo (1843), se establecieron los serenos (1846), se construyó la plaza de Navarra (1856), se inauguró el ferrocarril que une Pamplona y el Ebro (1860), el telégrafo (1862), se abrió en 1866 el puente para enlazar la estación y la ciudad sobre el río Zidacos y se instaló años después la luz eléctrica (1895). Entre los últimos años del siglo XIX y los primeros del siglo XX se habían abierto el Casino Español (1922), el Teatro Gorriti (1909), que fue cerrado en 1986, se habían organizado líneas de autobús y se habían instalado dos centros de enseñanza, el colegio de los Padres Escolapios (1883) y el colegio San José de las Hijas de la Cruz (1888).

## Demografía
Tafalla cuenta con una población de 10 778 habitantes (INE 2024).
| Gráfica de evolución demográfica de Tafalla entre 1842 y 2021                                                       |
| |
| Población de derecho según los censos de población del INE Población de hecho según los censos de población del INE |

Pirámide de población
Del análisis de la pirámide de población de 2009 se deduce lo siguiente:
- La población menor de 20 años es el 19,28% del total.
- La comprendida entre 20-40 años es el 28,7%.
- La comprendida entre 40-60 años es el 27,76%.
- La mayor de 60 años es el 24,26%.

Esta estructura de la población es típica del régimen demográfico moderno, con una evolución hacia el envejecimiento de la población y la disminución de la natalidad anual

## Administración y política
La administración política de la ciudad se realiza a través de un Ayuntamiento de gestión democrática cuyos componentes se eligen cada cuatro años por sufragio universal. El censo electoral está compuesto por todos los residentes empadronados en él mayores de 18 años y nacionales de España y de los otros países miembros de la Unión Europea. Según lo dispuesto en la Ley del Régimen Electoral General, que establece el número de concejales elegibles en función de la población del municipio, la Corporación Municipal está formada por 17 concejales. La sede del Ayuntamiento está emplazada en la plaza Francisco de Navarra.
| Periodo   | Nombre                       | Partido | Partido                                  |
| --------- | ---------------------------- | ------- | ---------------------------------------- |
| 1979-1983 | Javier Baztán Gorría         |         | Agrupación Popular de Electores (APE)    |
| 1983-1991 | Pablo Jurío                  |         | Partido Socialista de Navarra (PSN-PSOE) |
| 1991-1995 | José Iribas Sánchez de Boado |         | Unión del Pueblo Navarro (UPN)           |
| 1995-2003 | Luis Valero Erro             |         | Unión del Pueblo Navarro (UPN)           |
| 2003-2007 | María Teresa Mañú Echaide    |         | Partido Socialista de Navarra (PSN-PSOE) |
| 2007-2015 | Cristina Sota Pernaut        |         | Unión del Pueblo Navarro (UPN)           |
| 2015-2019 | Arturo Goldaracena Asa       |         | Euskal Herria Bildu (EH Bildu)           |
| 2019-2023 | Jesús Arrizubieta Astiz      |         | Euskal Herria Bildu (EH Bildu)           |
| 2023-act. | Xabier Alcuaz Andueza        |         | Euskal Herria Bildu (EH Bildu)           |

| Partido político | Partido político                                             | 2019               | 2019               | 2015  | 2015       | 2011  | 2011       | 2007  | 2007       | 2003    | 2003       | 1999    | 1999       | 1995  | 1995       |
| Partido político | Partido político                                             | %                  | Concejales         | %     | Concejales | %     | Concejales | %     | Concejales | %       | Concejales | %       | Concejales | %     | Concejales |
|                  | Navarra Suma (NA+)                                           | 24,97              | 5                  | —     | —          | —     | —          | —     | —          | —       | —          | —       | —          | —     | —          |
|                  | Euskal Herria Bildu (EH Bildu)                               | 24,89              | 5                  | 39,84 | 8          | 30,45 | 6          | —     | —          | —       | —          | —       | —          | —     | —          |
|                  | Partido Socialista de Navarra (PSN-PSOE)                     | 19,39              | 3                  | 11,28 | 2          | 17,83 | 3          | 18,84 | 4          | 23,09   | 4          | 24,58   | 5          | 29,65 | 6          |
|                  | Iniciativa por Tafalla (IT)                                  | 14,35              | 2                  | 14,23 | 2          | 5,06  | 1          | 10,93 | 2          | —       | —          | —       | —          | —     | —          |
|                  | Izquierda-Ezkerra (I-E)                                      | 6,14               | 1                  | 6,79  | 1          | 4,34  | 0          | 4,76  | 0          | 20,74   | 4          | 7,85    | 1          | 3,63  | 0          |
|                  | Geroa Bai (GBai)-Nafarroa Bai (NaBai)                        | 5,84               | 1                  | 1,81  | 0          | 13,27 | 2          | —     | —          | —       | —          | —       | —          | —     | —          |
|                  | Podemos                                                      | 3,43               | 0                  | —     | —          | —     | —          | —     | —          | —       | —          | —       | —          | —     | —          |
|                  | Unión del Pueblo Navarro (UPN)                               | Navarra Suma (NA+) | Navarra Suma (NA+) | 24,28 | 4          | 34,93 | 7          | 35,34 | 7          | 29,29   | 5          | 38,16   | 7          | 36,91 | 7          |
|                  | Partido Popular (PP)                                         | Navarra Suma (NA+) | Navarra Suma (NA+) | 1,04  | 0          | 4,21  | 0          | —     | —          | —       | —          | —       | —          | —     | —          |
|                  | Euzko Alderdi Jeltzalea-Partido Nacionalista Vasco (EAJ-PNV) | —                  | —                  | —     | —          | —     | —          | —     | —          | 8,21    | 1          | 6,24    | 1          | —     | —          |
|                  | Convergencia de Demócratas de Navarra (CDN)                  | —                  | —                  | —     | —          | —     | —          | 1,03  | 0          | —       | —          | 2,41    | 0          | —     | —          |
|                  | Tafalla Berri (TB)                                           | —                  | —                  | —     | —          | —     | —          | —     | —          | 16,65   | 3          | —       | —          | —     | —          |
|                  | Euskal Herritarrok (EH)                                      | —                  | —                  | —     | —          | —     | —          | —     | —          | —       | —          | 19,29   | 3          | —     | —          |
|                  | Herri Batasuna (HB)                                          | —                  | —                  | —     | —          | —     | —          | —     | —          | —       | —          | —       | —          | 16,12 | 3          |
|                  | Eusko Alkartasuna (EA)                                       | —                  | —                  | —     | —          | —     | —          | —     | —          | Con PNV | Con PNV    | Con PNV | Con PNV    | 7,36  | 1          |
|                  | Plataforma de los Independientes de España (PIE)             | —                  | —                  | —     | —          | —     | —          | —     | —          | —       | —          | —       | —          | 3,27  | 0          |

## Economía
- Agricultura: según los últimos datos del censo 207 personas se dedican a la agricultura y ganadería en Tafalla, representando el 6,1 % de la población ocupada.

El sector agrícola y ganadero en Tafalla dispone de una superficie de 9832 ha, de las cuales 9477 son superficie rústica (representando el 96,4 % de la superficie municipal total). El valor catastral de esta última es de 1 432 352 050 pesetas. Las 7263 parcelas en las que se divide la superficie pertenecen a 1504 titulares.
- Ganadería: el ganado en Tafalla es principalmente bovino (75 %), ovino (oveja rasa y alguna cabra), porcino y avícola. En menor cantidad también hay conejos y caballos.

Se da la circunstancia de que bastantes ganaderos disponen también de tienda de carne, con lo cual su actividad no sólo se concentra en el sector primario sino que se extiende también al terciario.
- Comercio: el sector terciario representa a un 25 % de la población activa en Tafalla. En 1990 existían unos 247 establecimientos minoristas.
- Industria: el sector secundario representa en Tafalla el 68,9 % de las personas ocupadas.

## Servicios

### Educación
La ciudad de Tafalla cuenta con los siguientes centros educativos:
- Colegio Escuelas Pias
- Colegio San José Hijas de la Cruz
- Ikastola Garcés de los Fayos
- Colegio Público Marqués de la Real Defensa
- Instituto de Educación Secundaria Politécnico
- Instituto de Educación Secundaria Sancho el Mayor

### Sanidad
Tafalla cuenta con un centro de salud situado en la calle San Martín de Unx, además de un centro de salud mental y un centro de atención a la mujer.

### Seguridad ciudadana
Tafalla cuenta con su propia policía municipal. Además en la ciudad hay un cuartel de la Guardia Civil y un cuartel de la Policía Foral de Navarra.[cita requerida]

### Comunicaciones

#### Autobuses
Tafalla, fruto del acuerdo de colaboración entre el Gobierno de Navarra y la multinacional china Foton Motor va a contar con autobuses todo-eléctricos Foton BJ6123EVCA, fabricados en Tafalla que tienen una capacidad para 63 plazas (27 sentadas y 36 de pie) y es de plataforma baja.

#### Ferrocarril
Por vía férrea la ciudad está comunicada con otras localidades como Pamplona, Castejón, Tudela, Barcelona, Vigo o Madrid.
Con diferentes tipos de trenes, desde cercanías, Talgos y los más modernos Altarias recientemente sustituidos por el modelo Alvia (con viajes a Madrid y Barcelona).

#### Red viaria
Tafalla está comunicada con Pamplona con la carretera nacional N-121 y con la Autopista de peaje AP-15, Estas dos vías también la comunican con Tudela, Madrid y Zaragoza. Con Estella y Sangüesa por la NA-132.

#### Taxi
Centa con un servicio municipal de taxi.

## Monumentos y lugares de interés

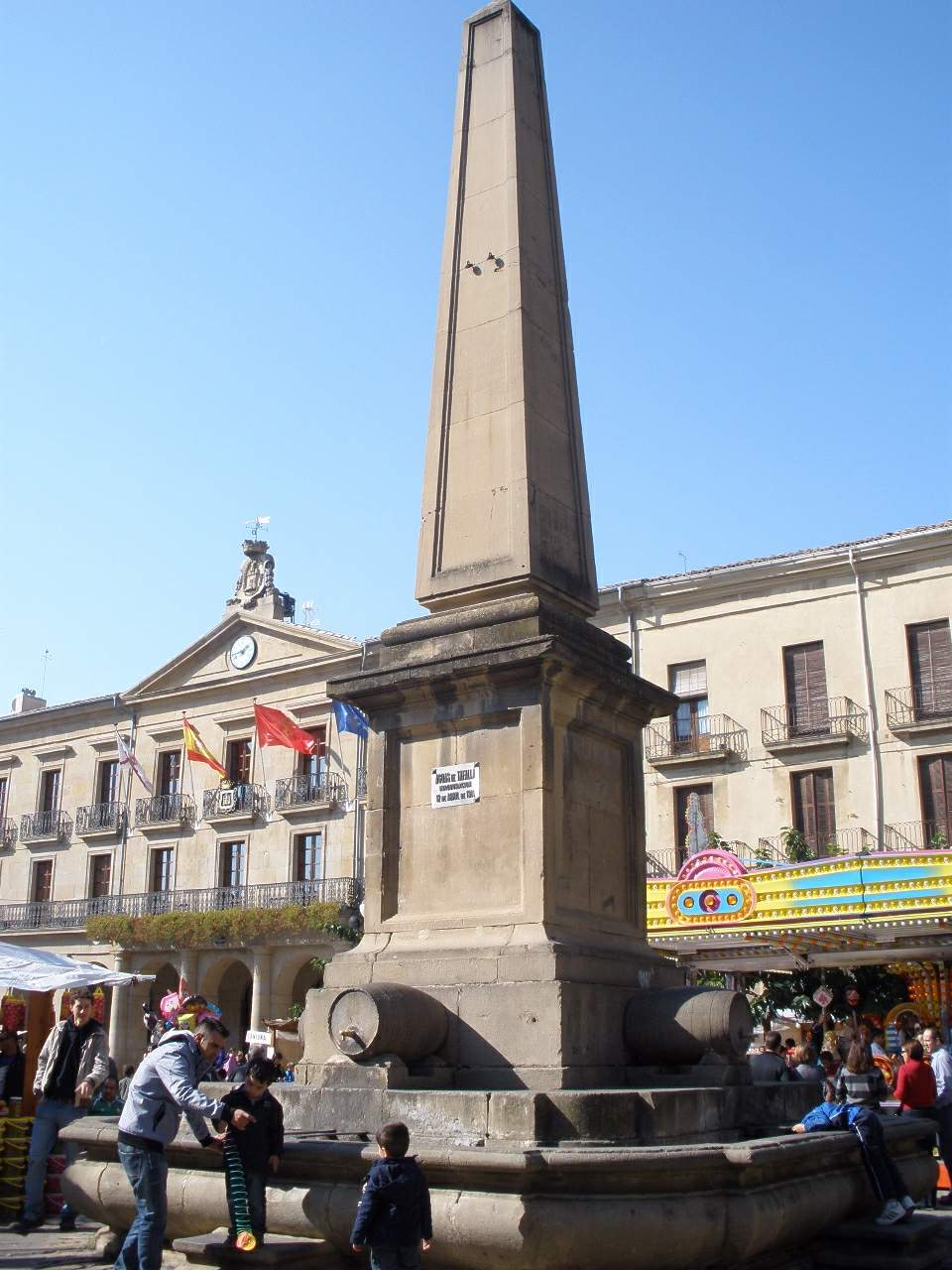
Plaza de Don Francisco de Navarra. Fuente y, en el plano del fondo, el Ayuntamiento

### Civil

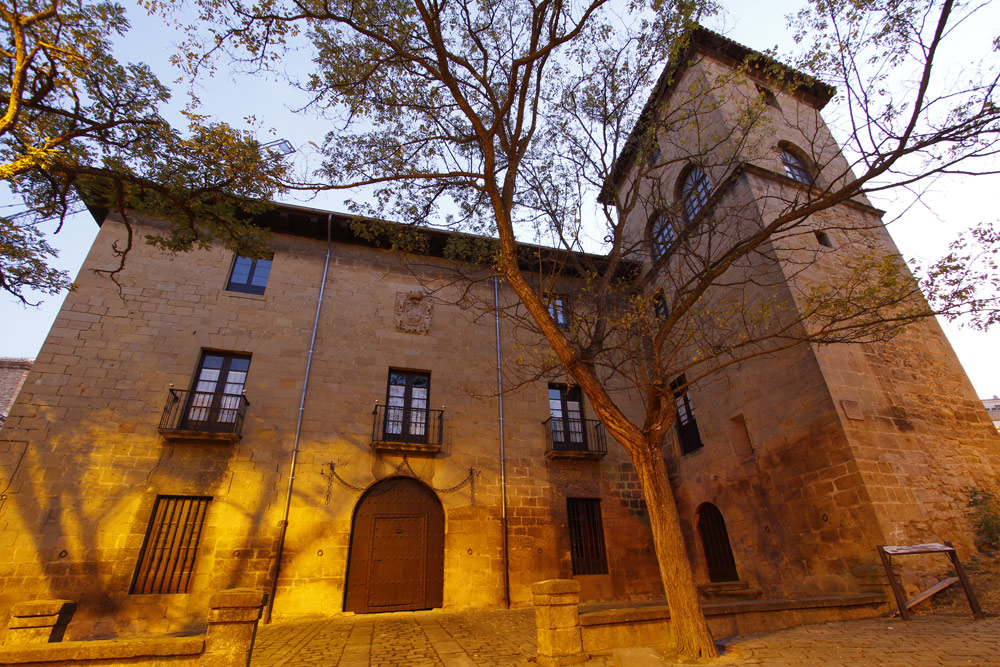
Palacio de los Mencos

- Palacio de los MencosPalacio de los Mencos: el palacio linda con el convento de Recoletas al que se une mediante un arco. Conforma un gran bloque cúbico de sillería de dos alturas más un ático. Articulado por ventanas rectas, a excepción de la puerta principal que consta de un arco de medio punto y está colocada en el centro de la planta baja. Sobre él, en la parte más alta del edificio, hay colocado un escudo que lleva las armas de los Mencos. El edificio tiene adosado en escuadra un torreón prismático de cantería, que aprovecha en su parte baja estructuras de un antiguo torreón medieval, posible resto de la antigua muralla de Tafalla. El cuerpo alto, concebido a modo de mirador, se articula por arcos de medio punto sobre pilares.
- Palacio de los Marqueses de Falces: fue comprado por la ciudad en 1656 y utilizado como sede del ayuntamiento hasta que este se trasladó a la actual casa consistorial en 1856. Aunque alterado y degradado en su fisonomía exterior, pues fue derribado en 1933, se mantienen todavía en pie las cuatro esquinas, cerca del Portal del Río.
- Palacio del Marqués de Feria: fue construido a finales del siglo XVIII en estilo neoclásico. El primer cuerpo es de piedra de sillería y además consta de otros dos más un ático de ladrillo, todos ellos con vanos rectos. Los balcones del segundo cuerpo están rematados por frontones curvos (excepto el central que es mixtilíneo) y los restantes presentan marcos rectos, culminando el edificio una cornisa sobre tacos. En la parte central de la fachada hay colocado un escudo de piedra con las armas del marqués de Feria. La escalera es una caja barroca de finales del siglo XVIII con planta cuadrada y cubierta plana, y está a su vez decorada con un gran escudo del marqués de Feria.
- Restos de la muralla: la muralla se comenzó a construir en tiempos de Carlos II de Navarra, y Carlos III de Navarra la amplió. Constaba de muros almenados con macizas torres. Todavía se puede reconstruir su perímetro en el actual trazado urbano. Del recinto quedan restos detrás del Ayuntamiento, también en la calle Recoletas, donde se aprovechan torreones cúbicos de grandes sillares; asimismo hay un hastial importante de muro frente a Recoletas y al palacio de los Mencos. Este último se puede identificar con la antigua puerta de Berbinzana, una de las principales de acceso al recinto. Del resto de las fortificaciones existentes, como el castillo-palacio o el convento de San Francisco, no quedan vestigios.
- Plaza de Navarra: construida en el mismo solar que se levantó el Castillo-Palacio de los Reyes de Navarra en 1856. El conjunto arquitectónico está presidido por la Casa Consistorial, construida en el mismo año, y está formado por tres fachadas con soportales y balcones.
- Casa de Cultura Garcés de los Fayos: situada en un antiguo caserón conocido como "La Rentería".
- También destacan numerosos edificios decimonónicos, como la estación de ferrocarril, el Casino Español o la Casa Astrain entre otros.

### Religioso

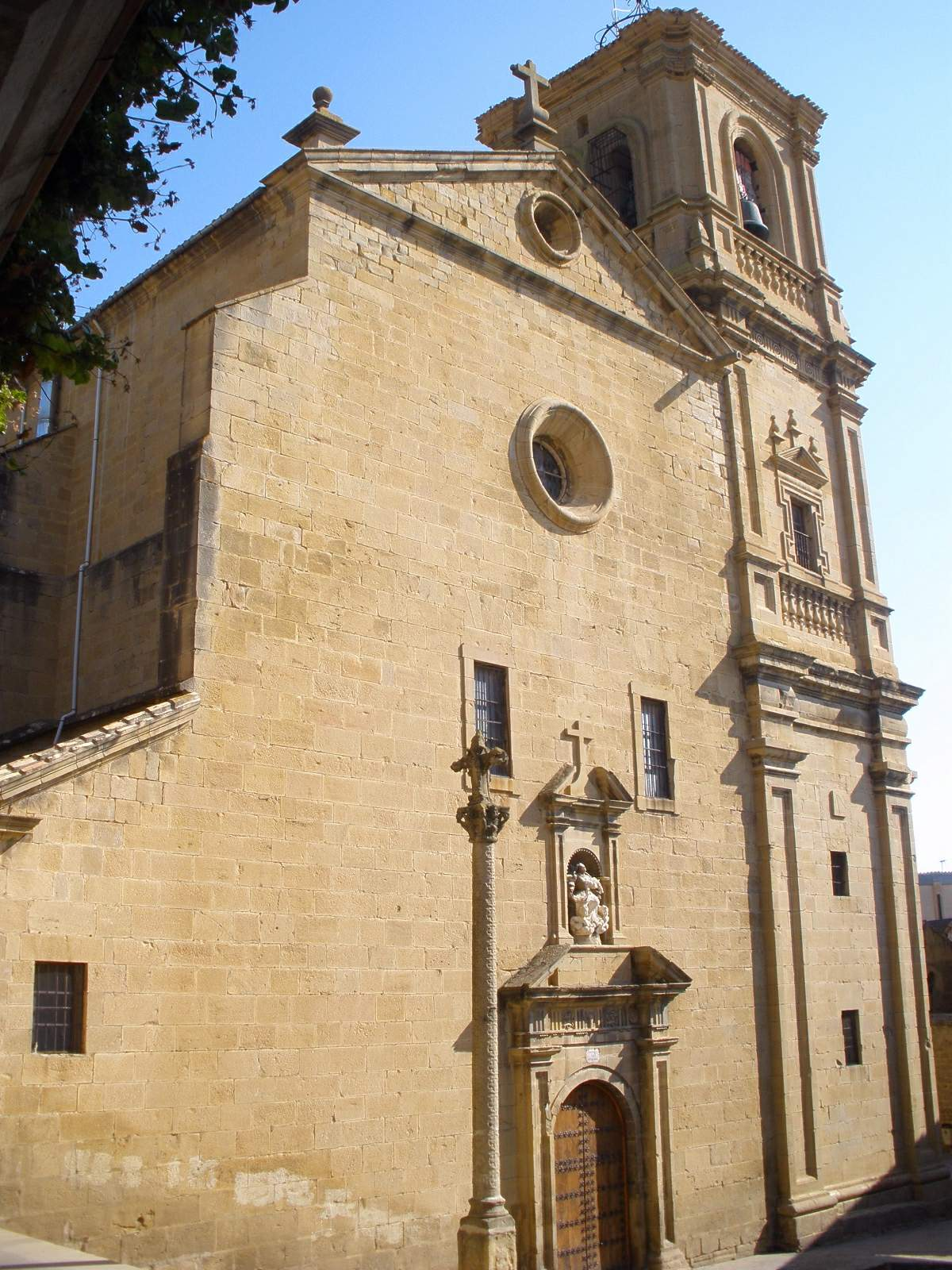
Iglesia de Santa María

- Iglesia de Santa María: el primer templo, de estilo románico, fue edificado en el siglo XIII con el nombre de San Salvador, y tras una reforma llevada a cabo en el año 1556, pasó a denominarse Santa María. También se realizó una reforma en 1730 acompañada de una ampliación. Destaca dentro de ella el magnífico retablo que adorna el altar mayor, de finales del siglo XVI y estilo manierista romanista, obra cumbre del escultor renacentista Juan de Ancheta, dorado en 1597 por Juan de Landa por 70.460 reales en moneda navarra, la escultura del "Cristo del Miserere", también de Ancheta, así como la sillería del coro, datada de 1760, y la popular escultura inacabada de San Sebastián correspondiente al siglo XV.
- Iglesia de San Pedro: es la más antigua de la ciudad y está documentada desde 1157. Su interesante portada principal de cinco arcos apuntados se encuentra muy deteriorada. En su interior, se conserva el Retablo de la Visitación, de estilo gótico, atribuido al pintor Joaquín Oliveras así como varios de estilo barroco. La iglesia de San Pedro está, desde finales de 2006, presidida por el retablo que anteriormente estaba en la iglesia de Recoletas. Se trata de una monumental obra del siglo XVI realizada por Roland de Mois y Pablo Esquert, maestros flamencos establecidos en Zaragoza al servicio del duque de Villahermosa, que estuvo emplazado originariamente en el monasterio de la Oliva, con el que los pintores contrataron su ejecución en 1571.

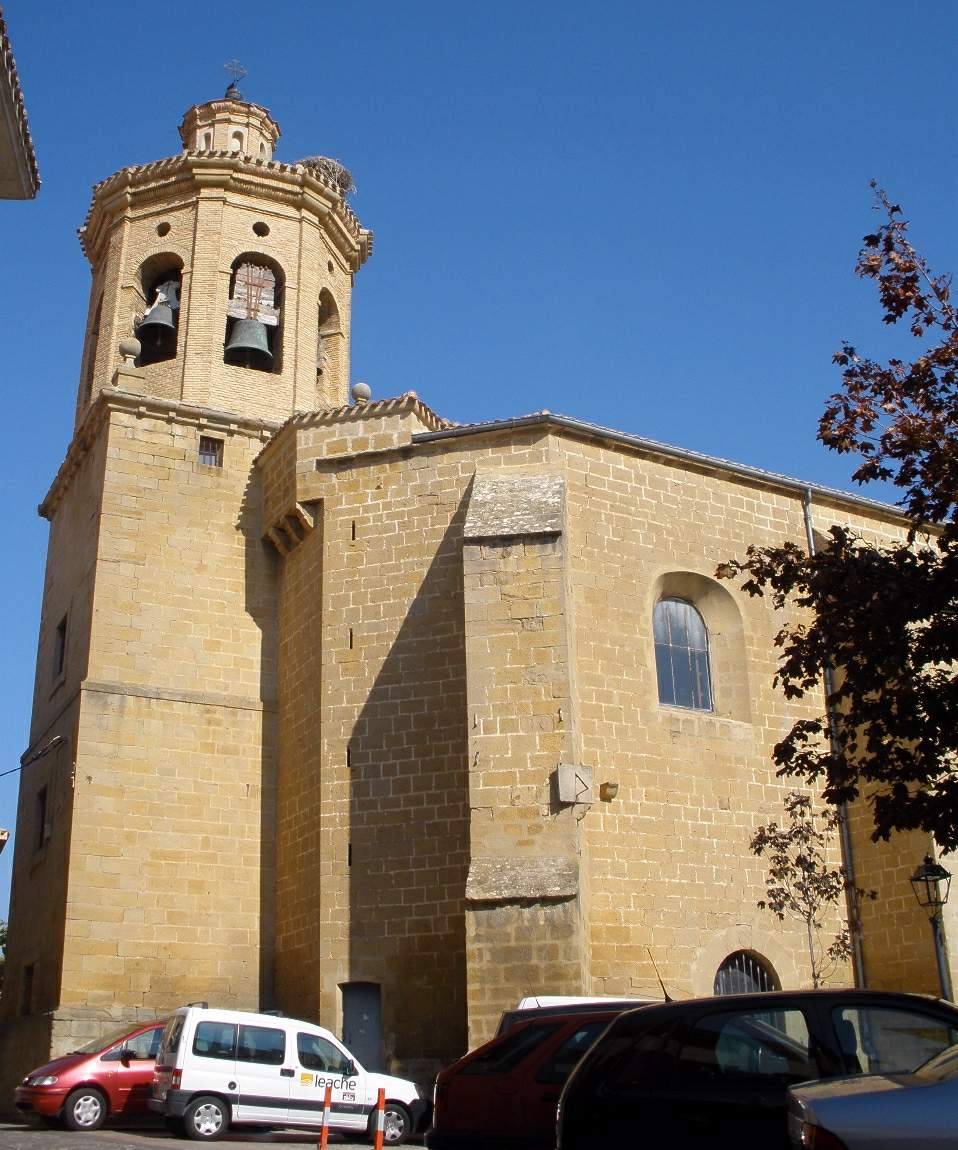
Iglesia de San Pedro

- Convento de las Concepcionistas Recoletas o de la Purísima Concepción: fue construido en 1673, aunque el convento fue fundado en el año 1667 por disposición testamentaria de María Turrillas Hebra, esposa de Carlos Martín de Mencos, en un solar cercano a su palacio, con el que se comunica con un monumental arco de ladrillo construido sobre la actual carretera general. La iglesia es de estilo barroco. En él había un retablo flamenco del siglo XVI, obra de Roland de Mois procedente del monasterio de la Oliva, que fue adquirido por el conde de Guenduláin actualmente el retablo fue trasladado en 2005 a la iglesia de San Pedro tras ser cedido a la ciudad de Tafalla por la comunidad religiosa. El edificio es propiedad municipal desde el verano de 2004.

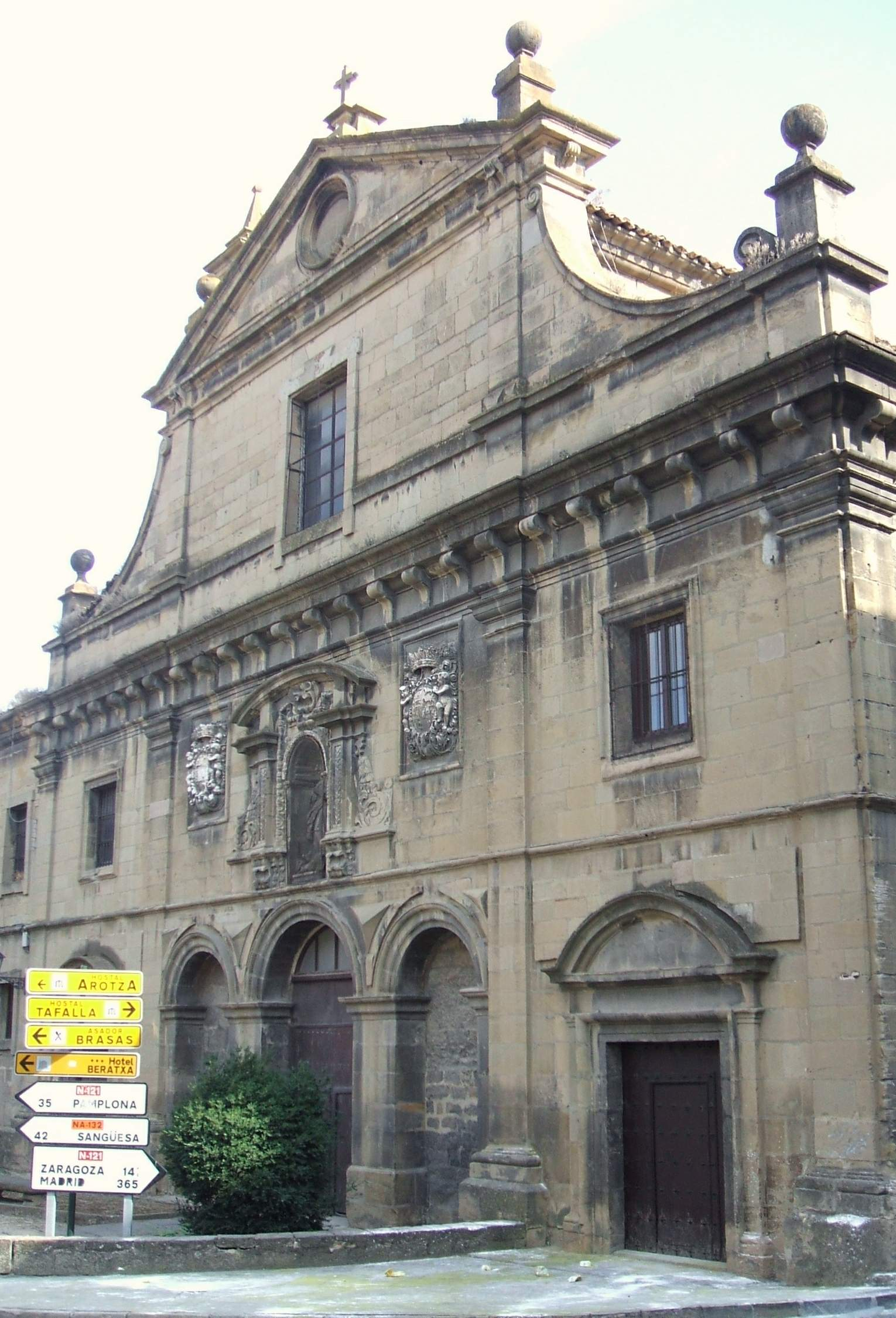
Convento de las Concepcionistas Recoletas

- Iglesia de los Escolapios: fue antiguamente convento de los capuchinos. Construida a finales del siglo XVIII, tiene planta de cruz latina con nave única de cuatro tramos, con cabecera y brazos de crucero rectos. Tiene un coro alto a los pies, colocado sobre un arco rebajado. La bóveda es de medio cañón. Sobre el crucero hay una cúpula elíptica rebajada con tejas radiales. En la segunda mitad del siglo XVIII se añadieron dos capillas de estilo barroco.
- Ermita de San Nicolás: son los restos del palacio de Sosierra,[25] edificado en torno al siglo XI, en un estilo protogótico con influencia del Císter. Consta de una sola nave con cabecera recta abierta por un vano de arco apuntado. Tres ventanas semejantes colocadas en los muros laterales. La cubierta plana es moderna. La puerta constituye un arco apuntado con imposta de aspas en su trasdós y está apoyada en gruesas columnas con capiteles cistercienses de pencas esquemáticas, muy toscos. Sobre la puerta hay restos de dos canes.
- Ermita de San Gregorio: su origen es de finales del siglo XVI, pero se llevó a cabo una importante remodelación realizada a fines del siglo XIX en estilo neoclásico que le da su aspecto actual. La planta es rectangular con una nave única articulada en cuatro tramos y cabecera recta. Consta de arcos fajones rebajados colocados sobre una cornisa. La bóveda es de cañón rebajado. Los muros exteriores son de sillarejo. Tiene en la cabecera un retablo de San Gregorio de estilo neoclásico. La imagen de San Gregorio es una obra romanista del siglo XVI.
- Ermita de San José: fue construida en el año 1879, tiene una nave de tres tramos con cabecera poligonal y coro alto colocado a los pies. Consta de dos pequeñas capillas a ambos lados, la cubrición, plana en las capillas, es de bóveda de crucería rebajada sobre pilares en la nave y gallonada en la capilla mayor. Las paredes tienen pequeños sillares articulados por finos contrafuertes. A los pies abre la puerta de medio punto y sobre ella un gran rosetón circular, culminando el muro una sencilla espadaña de arco rebajado que remata en una cruz. También son de medio punto las ventajas de los muros laterales, todo lo cual confiere al exterior un estilo ecléctico.

## Cultura

### Grupos de música
- Zartako-K
- Rotten XIII
- Galtzagorriak
- Jaleo
- Los Lucians
- Elementum
- Los Tirris
- Doña Eskopeta & the kartutxos

### Entidades culturales
- Banda de Música La Tafallesa
- Grupo Animación Popular Turrumbal
- Grupo de dantza de Tafalla

### Fiestas populares
- Fiestas patronales: las fiestas se desarrollan entre los días 14 y 20 de agosto. El día 15 de agosto se celebra el día de Nuestra Señora de la Asunción y el 16 de agosto, el día de san Sebastián; ambos son patronos de la Ciudad. Durante las Fiestas se celebran desde época inmemorial Encierros con los Toros que se han de lidiar por la tarde, como en Pamplona.
- San Sebastián, su patrono, se celebra el 20 de enero. La noche anterior los tafalleses se reúnen a cenar como parte de su celebración.
- Se celebran ferias de ganado, principalmente caballar, el 9 de febrero (la más importante) y el 25 de octubre, aunque actualmente están en decadencia.
- Ciudad de Tafalla y Palacio Real de Tafalla son dos obras dedicadas por el Maestro Manuel Lillo Torregrosa a Tafalla.

### Deporte

#### Entidades deportivas
- Peña Sport Fútbol Club (fútbol): Se fundó en 1925, resultando de la unión de los diferentes clubs deportivos que existían en Tafalla. Su actual estadio, "San Francisco", se inauguró el día 26 de marzo de 1951, en un partido que enfrentó a la Peña Sport con el Athletic Club de Telmo Zarra y compañía. Llegó a dieciseisavos de final de la Copa del Rey en 2006-07, cayendo eliminado por al C. A. Osasuna, en un singular derby entre equipos navarros.
- Club Baloncesto Tafalla: Equipo de baloncesto, con 6 equipos.
- Club Balonmano Tafalla Equipo de balonmano de la ciudad, equipo sénior en 2.ª Nacional y multitud de equipos en las categorías inferiores.
- Club Atlético Deportivo de Tafalla: Es un equipo de atletismo dividido en dos secciones, una que agrupa a los atletas más veteranos y la otra a los más jóvenes que se inician en esta modalidad.[26]
- Tafatrans Vulcanizados Ruiz F.S.: Club de fútbol sala fundado en el año 2005 con el objetivo de ofrecer el fútbol sala como una alternativa deportiva más a las ya existentes en la localidad, además de consolidar una estructura de cantera sólida que permitiese dar continuidad a los jóvenes jugadores. El club ha tenido un crecimiento exponencial y en la actualidad (temporada 2015-16) cuenta con tres equipos Sénior en 3.ª división nacional, sénior B en FS5 Navarra y sénior femenino. Goza de una amplia estructura de base con multitud de equipos desde benjamines hasta juveniles, además de una escuela de fútbol sala que da cabida a más de 50 chicos y chicas de Tafalla y la comarca, completando en total 17 conjuntos. El primer equipo sénior quedó campeón de liga en la temporada 2013-14 pero el ascenso a 2.ª B fue otorgado al tercer clasificado por parte de la Federación Navarra de Fútbol, algo que supuso un escándalo deportivo en la Comunidad Foral. Sus equipos han alcanzado varios títulos entre los que destaca el ascenso de categoría del Sénior Masculino a 2.ª B en la temporada 2008-09, que permitió al club tener representación en una categoría nacional (País Vasco, Cantabria, La Rioja y Navarra), además de varios trofeos del liga y copa. En la pasada campaña 2014-15 el primer equipo sénior participó en la Liga Delicias de Zaragoza (ANFS) y tras quedar subcampeón de liga tomó parte en el Campeonato de España de Fútbol-Sala Aficionado en Torrevieja, finalizando 3.º en la 2.ª Categoría Sénior.
- Club Bádminton Zazpiturri: Club de Bádminton, no muy conocido.
- Club Ciclista Tafallés: Club de ciclismo, con muchos ciclistas en sus filas.
- Judo Club Bertxarri: Club de Judo de la ciudad y alrededores.
- Club Natación Tafalla: Uno de los clubes más exitosos. Club de natación que ejerce en la CDT.
- Peña Pelotazale S. Sebastián: Club de Pelota Vasca con una gran escuela
- S. Montaña Alaiz: Organizan paseos por la montaña.
- S. Montaña Trinkete: Paseos por montaña y escaladas.
- Pádel

#### Instalaciones deportivas
- Ciudad Deportiva: cuenta con el Velódromo cubierto "Miguel Indurain", que es el único existente en Navarra. Piscina cubierta. Piscina de hidromasaje. Salas de Bicicleta estática y musculación. Sauna, etc.
- Frontón Ereta, junto con las piscinas de verano con dos vasos de 33 y 25 m de largo, más piscina de chapoteo.
- Polideportivo cubierto, con campo exterior para la práctica de futbito, balonmano, baloncesto, etc. de la escuela de formación profesional.
- Frontón de los Padres Escolapios, con campo exterior para la práctica de futbito, balonmano, baloncesto, etc.
- Polideportivo cubierto y pistas de atletismo del colegio público Comarcal.
- Frontón de la ikastola Garcés de los Fayos

### Idiomas
Hasta 2017, según la Ley Foral del Vascuence Tafalla pertenecía a la zona no vascófona y por lo tanto, el castellano era la única lengua oficial, habiendo pasado tras la reforma de 2017 de dicha ley a la zona mixta. Según el censo de 2001, el 5,66 % de los habitantes de Tafalla hablaba euskera.[cita requerida]
El euskera autóctono de la zona se perdió a principios del siglo XIX, sobreviviendo hasta finales de siglo en la cercana Artajona.[cita requerida]